# Frank Brown (Geologe)

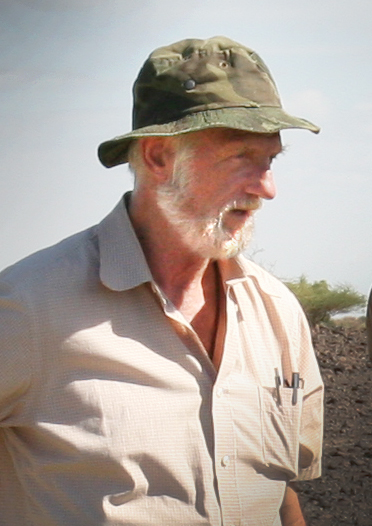
Frank Brown, 2011

Frank Harold Brown (* 24. Oktober 1943 in Willits, Mendocino County, Kalifornien; † 30. September 2017 in Salt Lake City, Utah) war ein US-amerikanischer Geologe und Geochemiker. Aufgrund seiner Expertise konnten zahlreiche hominine Fossilien entlang des äthiopischen Flusses Omo und im Umkreis des Turkana-Sees in Kenia (im so genannten Turkana-Becken) zuverlässig datiert werden. Erst die von ihm erarbeiteten Altersbestimmungen der zahlreichen Fundschichten ermöglichte den Paläoanthropologen die historische Einordnung von Fundstücken aus Ostafrika, was wesentlich zur Rekonstruktion der Stammesgeschichte des Menschen beitrug.

## Leben
Frank Brown (wie er sich selbst nannte, sein Geburtsname war Francis) war das vierte Kind von Francis Edward Brown und Vivien Clarice Brown. Die Eltern betrieben eine kleine Farm im kalifornischen Redwood Valley, auf der vor allem Weintrauben (Redwood Valley AVA), Obst und Gemüse angebaut wurden. Er besuchte acht Jahre lang die Redwood Valley Elementary School und danach die Ukiah High School in Ukiah. Anschließend studierte er Geologie an der University of California, Berkeley, wo er 1965 der Bachelor-Grad sowie 1971 der Doktor-Grad (Ph.D.) erwarb und zwischen 1966 und 1971 auch als wissenschaftlicher Assistent tätig war.
1971 wechselte er auf eine Stelle als Assistant Professor an die University of Utah in Salt Lake City, 1976 wurde er dort zum Associate Professor und 1980 zum Professor für Geologie und Geophysik befördert. Ab 1991 war er zudem 25 Jahre lang Direktor des College of Mines and Earth Sciences.
Frank Brown war von 1973 bis zur Scheidung im Jahr 1994 mit Theresa Ann Bauhs verheiratet; aus der Ehe gingen zwei Töchter hervor. Gemeinsam mit seinen Töchtern war er bis kurz vor seinem Tod damit befasst, eine Oral History seines Werdegangs und seiner Erlebnisse während seiner Forschungsarbeiten aufzuzeichnen.

## Forschung
Bereits als Student war Frank Brown zwischen 1966 und 1974 dank seiner Mentoren Garniss Curtis und Francis Clark Howell im Rahmen des US-Kontingents der Omo Research Expedition als geologischer Experte an Feldstudien im Süden von Äthiopien beteiligt, Anfang der 1970er-Jahre zur gleichen Zeit wie u. a. auch Donald Johanson. 1966 zunächst zuständig für die Kartierung des Geländes, wurde er bald der leitende Geologe des US-Teams für die Datierung der geologischen Aufschlüsse (zunächst speziell der Shungura Formation). Weitere Forschungsaufenthalte führten ihn in den 1970er-Jahren nach Libyen, Uganda, Kenia und Tansania sowie 1980 zur Fundstätte Nihewan in der Volksrepublik China.
Ab 1980 begann Brown, die Schichten der Fundstelle Koobi Fora in Kenia zu datieren, eine Aufgabe, die ihn bis ins Jahr 2005 beschäftigte. Letztlich gelang es ihm, ein hunderte Kilometer über das Gebiet entlang des Flusses Omo und der Region um den Turkana-See hinausweisendes Modell zur Datierung von Fundschichten zu entwickeln, indem er mehr als 300 Schichten von Vulkanasche in eine chronologische Reihenfolge brachte, die in den vergangenen vier Millionen Jahren abgelagert wurden waren. Einige dieser Schichten sind zehn Meter, andere zwei Millimeter stark, sie unterscheiden sich ferner auch in ihrer chemischen Zusammensetzung. Gemeinsam mit Kollegen datierte er mehr als 30 dieser Asche-Schichten mit Hilfe der Kalium-Argon-Methode und weitere Schichten anhand des Paläomagnetismus, so dass Fossilfunde – darunter hunderte hominine Fossilien – heute zuverlässig anhand der von ihm geklärten Schichtenfolgen u. a. auch im Mittleren Awash in Äthiopien datiert werden können. In Koobi Fora gilt das u. a. für Fossilien von Paranthropus boisei, Homo habilis, Homo rudolfensis und Homo ergaster, in der Awash-Region betrifft das u. a. Funde von Ardipithecus kadabba, Ardipithecus ramidus, Australopithecus afarensis, Australopithecus garhi, Australopithecus anamensis und Homo erectus. 1984 gelang es Brown beispielsweise, die Fossilien des Nariokotome-Jungen verlässlich zu datieren, das am besten erhaltene Skelett eines Homo erectus, und 1999 war er Co-Autor der Erstbeschreibung von Kenyanthropus.
In einer Würdigung seines Lebenswerks aus dem Jahr 2015 heißt es:

„Paläoanthropologen und Archäologen werden es wissen, dass es in erster Linie Frank Brown ist, der das stratigraphische und paläographische Bezugssystem für die Frühzeit der Evolution des Menschen erstellt hat. Was sie vermutlich nicht einschätzen können, ist der damit verbundene, riesige Kraftaufwand, verteilt über nahezu fünf Jahrzehnte und tausende Quadratkilometer einer wilden, trostlosen Landschaft.“

Vor allem in Kenia und in Äthiopien unterstützte Brown die Ausbildung von einheimischen Geologen, indem er Studenten gezielt in sein Team einband und mit dem Francis H. Brown African Scholarship Fund auch nach seinem Tod noch die Vergabe von Stipendien ermöglicht.

## Ehrungen
Frank Brown wurde mehrfach mit dem Outstanding Teaching Award seiner Fakultät ausgezeichnet. 2015 erhielt er den Rip Rapp Archaeological Geology Award der Geological Society of America.

## Schriften (Auswahl)
- mit A. M. Martz: Chemistry and Mineralogy of Some Plio-Pleistocene Tuffs from the Shungura Formation, Southwest Ethiopia. In: Quaternary Research. Band 16, Nr. 2, 1981, S. 240–257, doi:10.1016/0033-5894(81)90047-8.
- Tulu Bor Tuff at Koobi Fora correlated with the Sidi Hakoma Tuff at Hadar. In: Nature. Band 300, 1982, S. 631–633, doi:10.1038/300631a0.
- mit A. M. Sarna-Wojcicki, C. E. Meyer, P. H. Roth: Ages of tuff beds at East African early hominid sites and sediments in the Gulf of Aden. In: Nature. Band 313, 1985, S. 306–308, doi:10.1038/313306a0.
- mit John Harris, Richard Leakey, Alan Walker: Early Homo erectus skeleton from west Lake Turkana, Kenya. In: Nature. Band 316, 1985, S. 788–792, doi:10.1038/316788a0.
- mit Jahn Harris, Meave Leakey: Stratigraphy and paleontology of Pliocene and Pleistocene localities west of Lake Turkana, Kenya. In: Contributions in Science. Nr. 399, Natural History Museum of Los Angeles County, Los Angeles 1988.
- mit Meave Leakey, Fred Spoor et al.: New hominin genus from eastern Africa shows diverse middle Pliocene lineages. In: Nature. Band 410, 2001, S. 433–440, doi:10.1038/35068500.
- mit Ian McDougall, John G. Fleagle: Stratigraphic placement and age of modern humans from Kibish, Ethiopia. In: Nature. Band 433, 2005, S. 733–736, doi:10.1038/nature03258.

## Belege
1. ↑  Frank Brown (1943–2017). Geologist who helped to build the timeline for the origins of humankind. Auf: nature.com vom 5. Dezember 2017, doi:10.1038/d41586-017-07832-2.
2. ↑  Francis Brown, 1943–2017. Nachruf in The Salt Lake Tribune vom 8. Oktober 2017.
3. ↑  Biografie auf dem Webserver der University of Utah. (Memento vom 12. März 2017 im Internet Archive)
4. ↑  Nachruf des Department of Geology & Geophysics der University of Utah (PDF). (Memento vom 13. Dezember 2017 im Internet Archive)
5. ↑  Frank Brown Memorial Service des College of Mines and Earth Sciences auf facebook vom 12. November 2017.
6. ↑  Die beiden anderen Kontingente stammten aus Kenia (Leitung: Louis Leakey) und Frankreich (Leitung: Camille Arambourg)
7. 1 2 3  2015 Rip Rapp Archaeological Geology Award. Auf: geosociety.org, eingesehen am 16. Dezember 2017.
8. ↑  U remembers Francis ‘Frank’ Brown. Nachruf der University of Utah vom 4. Oktober 2017.
9. ↑  Francis H. Brown African Scholarship Fund. Auf: leakeyfoundation.org, eingesehen am 16. Dezember 2017.

| Personendaten    | Personendaten                              |
| ---------------- | ------------------------------------------ |
| NAME             | Brown, Frank                               |
| ALTERNATIVNAMEN  | Brown, Frank Harold; Brown, Francis Harold |
| KURZBESCHREIBUNG | US-amerikanischer Geologe                  |
| GEBURTSDATUM     | 24. Oktober 1943                           |
| GEBURTSORT       | Willits, Mendocino County, Kalifornien     |
| STERBEDATUM      | 30. September 2017                         |
| STERBEORT        | Salt Lake City, Utah                       |